# Mahlberg (Berg)
Der Mahlberg ist ein Berg im Nordwesten des Nordschwarzwaldes und mit 611,5 m ü. NHN die höchste Erhebung im baden-württembergischen Landkreis Karlsruhe und in der Gemarkung Völkersbach. Seine Ostseite gehört zum in diesem Landkreis gelegenen Gemeindegebiet von Malsch und die Westseite zum Stadtgebiet von Gaggenau im Landkreis Rastatt.

## Geographie

### Lage
Der Mahlberg erhebt sich im Naturpark Schwarzwald Mitte/Nord. Er liegt zwischen den Gaggenauer Stadtteilen Freiolsheim im Nordwesten, Moosbronn im Osten und Michelbach im Südwesten. Die Westseite gehört zur Gaggenauer Gemarkung Rotenfels, auf der Ostseite liegt eine Exklave der Malscher Gemarkung Völkersbach.

### Naturräumliche Zuordnung
Innerhalb der naturräumlichen Haupteinheitengruppe Schwarzwald (Nr. 15) liegt der Mahlberg am Schnittpunkt der drei Haupteinheiten Schwarzwald-Randplatten (150), Grindenschwarzwald und Enzhöhen (151) und Nördlicher Talschwarzwald (152). Die Gipfelregion bildet den Abschluss eines schmalen Nordwestausläufers des Naturraums Herrenalber Berge (151.12) der zur Haupteinheit Grindenschwarzwald und Enzhöhen zählenden Untereinheit Enzhöhen (151.1). Nach Norden bis Nordosten fällt die Landschaft in der Haupteinheit Schwarzwald-Randplatten und in der Untereinheit Nördliche Schwarzwald-Randplatten (150.2) flach in den Naturraum Albtalplatte (150.21) ab und nach Süden bis Südwesten in der Haupteinheit Nördlicher Talschwarzwald (152) und in der Untereinheit Oos-Murg-Höhen (152.0) steil in den Naturraum Gaggenauer Murgtalweitung (152.00).

### Fließgewässer
Östlich vorbei am Mahlberg fließt die Moosalb und südlich der Michelbach, dessen Kleinzuflüsse Obersbach, Walkenbach, Litzelbach und Eckbach südlich bis südwestlich des Berges entspringen. Im Westen entfließt der Hildebrandquelle der Waldprechtsbach.

## Schutzgebiete
Auf dem Osthang des Mahlbergs liegen Teile des Naturschutzgebiets Albtal und Seitentäler (CDDA-Nr. 162059; 1994 ausgewiesen; 6,36 km² groß) und des Fauna-Flora-Habitat-Gebiets Albtal mit Seitentälern (FFH-Nr. 7116-341; 27,2533 km²). Dort befinden sich auch Teile des Landschaftsschutzgebiets (LSG) Albtalplatten und Herrenalber Berge (CDDA-Nr. 319471; 1994; 47,1223 km²), und bis auf die Westflanke reichen solche des LSG Um den Eichelberg und Mahlberg (CDDA-Nr. 319471; 1994; 47,1223 km²).

## Gipfelbereich
Auf dem Mahlberggipfel steht der Mahlbergturm. Daneben befindet sich eine Schutzhütte mit öffentlichem Grillplatz. Unweit des Turmes gibt es eine Gedenkstätte mit dem Grab zweier Wehrmachtssoldaten, die am 10. April 1945 beim Beschuss der im Zweiten Weltkrieg auf dem Berg betriebenen Funkstelle starben.

## Mahlbergturm

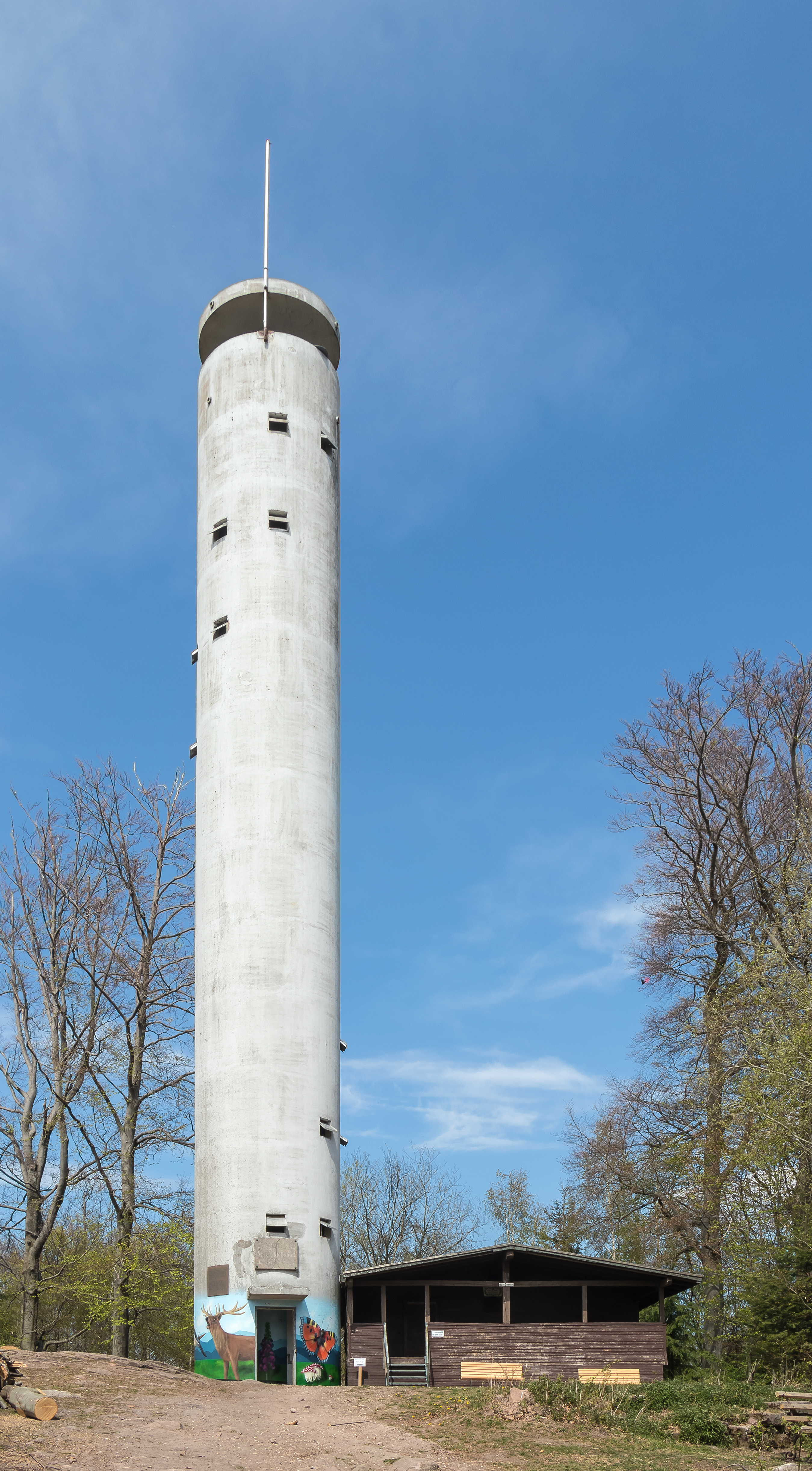
Der Mahlbergturm (April 2021)

Der auf dem Mahlberggipfel stehende Mahlbergturm wurde 1962 als Aussichtsturm aus Stahlbeton errichtet. Der Turm hat einen Durchmesser von vier Metern und ist 30,5 m hoch. Seine Aussichtsplattform liegt auf 27,7 m Höhe. Am Turm ist ein Schild mit folgender Aufschrift angebracht:

„Unter Großherzog Friedrich I. von Baden, Protektor der Sektion Karlsruhe des badischen Schwarzwaldvereins, erstand der erste Turm im Jahre 1896. Durch Artillerie-Beschuss am 10. April 1945 wurde der Turm so schwer beschädigt, dass er im August 1961 abgetragen werden musste.
Am 3. Juni 1962 fand die Grundsteinlegung und am 29. September 1962 die Einweihung des neuen Karlsruher Turmes statt, der aus Mitteln des Landes Baden-Württemberg, der Stadt Karlsruhe, Zuschüssen der Landkreise Karlsruhe und Rastatt, sowie freiwilligen Spenden, durch das Hochbauamt der Stadt Karlsruhe wieder aufgebaut wurde.“

Der frei zugängliche Turm ist Ziel von vielen Wanderern. In seinem Eingangsbereich wird um einen kleinen Beitrag zur Turmerhaltung gebeten. Von der über eine Wendeltreppe mit 160 Stufen erreichbaren Aussichtsplattform fällt der Blick ins Murgtal, ins Moosalbtal, über große Teile der Oberrheinischen Tiefebene, zu den Vogesen und zum Pfälzerwald bis zum Kraichgau und Odenwald. Kleine Orientierungstafeln an der Brüstung erläutern die Sichtziele.
Vor dem 125-jährigen Jubiläum des Turmes wurde im April 2021 der untere Bereich durch den Graffiti-Künstler Marco Billmaier neu gestaltet.